# San Pancrazio (Castellare-di-Casinca)
Die romanische Kirche San Pancrazio liegt in der Castagniccia im Nordosten der Insel Korsika oberhalb der Straße N198 und gehört zur Gemeinde Castellare-di-Casinca.
Das Kirchenschiff von San Pancrazio endet im Osten in drei Apsiden. Die mittlere Apsis ist sowohl größer als auch höher als die anderen. Alle sind mit Holzschindeln (kors. Teghie genannt) gedeckt. Das Schiff weist für ein mit Holzgebälk überdachtes Gebäude die abnorme Breite von 11 m auf. Für solche Dimensionen war es nicht leicht, Bauholz zu beschaffen. Man vermutet die Entstehung der Kirche in der zweiten Hälfte des 9. und die Fortführung des Baus gegen Ende des 9. oder Anfang des 10. Jahrhunderts. Die kunstgeschichtlich interessante, einschiffige Kirche ist die einzige in dieser Architektur, die sich auf Korsika erhalten hat. An der Westfront findet sich ein sehr kleiner Glockengiebel.